# Alsdorf, Bitburg-Prüm
Alsdorf là một xã ở huyện Bitburg-Prüm, trong bang Rheinland-Pfalz, phía tây nước Đức. Xã Alsdorf, Bitburg-Prüm có diện tích 6,37 km², dân số thời điểm ngày 30 tháng 6 năm 2006 là 389 người.